# Молекуларно сито
Молекуларно сито је материјал са порама уједначене величине, упоредиве са величином појединачних молекула, које повезују унутрашњост чврстог материјала са његовом спољашњошћу. Ови материјали показују ефекат молекуларног сита, у којем се молекули већи од пора првенствено просејавају, омогућавајући селективну адсорпцију специфичних једињења на основу њихове молекуларне величине. Многе врсте материјала показују својства молекуларних сита, али зеолити доминирају у овој области. Зеолити су скоро увек алумосиликати, или варијанте где су неки или сви Si или Al центри замењени елементима са сличним наелектрисањем.

## Процес просејавања
Пречници пора које чине молекуларна сита слични су величини малих молекула. Велики молекули не могу ући нити бити адсорбовани, док мањи молекули могу. Како смеша молекула пролази кроз стационарни слој порозне, получврсте супстанце која се назива сито (или матрикс), компоненте највеће молекулске масе (које не могу проћи у молекуларне поре) прве напуштају слој, а затим следе редом све мањи молекули. Већина молекуларних сита су алумосиликати (зеолити) са моларним односом Si/Al мањим од 2, али постоје и примери активног угља и силика гела.
Пречник пора молекуларног сита мери се у ангстремима (Å) или нанометрима (nm). Према нотацији IUPAC, микропорозни материјали имају пречник пора мањи од 2 nm (20 Å), а макропорозни материјали имају пречник пора већи од 50 nm (500 Å); мезопорозна категорија се стога налази у средини, са пречником пора између 2 и 50 nm (20–500 Å). Својства просејавања молекуларних сита класификују се као:
- микропорозна (поре 3-10 Å), укључујући зеолит А, LTA и FAU. Неке глине, активни угаљ и порозно стакло испуњавају овај критеријум.
- мезопорозни материјали (поре <2 nm)
- макропорозни материјали (поре 2–50 nm), нпр. у облику силицијум-диоксида (користи се за производњу силика гела): 24 Å (2,4 nm)[6]

## Примене
Нека молекуларна сита се користе у хроматографији на бази величине честица, техници раздвајања која сортира молекуле на основу њихове величине.
Друга важна употреба је као исушивач. Често се користе у петрохемијској индустрији за сушење гасних токова. На пример, у индустрији течног природног гаса (LNG), садржај воде у гасу мора бити смањен на мање од 1 ppm да би се спречила блокада изазвана ледом или метан-хидратима.

### Лабораторијска употреба
У лабораторији, молекуларна сита се користе за сушење растварача. "Сита" су се показала супериорнијим у односу на традиционалне технике сушења, које често користе агресивне исушиваче.
Под појмом зеолити, молекуларна сита се користе за широк спектар каталитичких примена. Они катализују изомеризацију, алкилацију и епоксидацију, и користе се у великим индустријским процесима, укључујући хидрокрековање и флуидно каталитичко крековање.
Такође се користе у филтрацији ваздуха за апарате за дисање, на пример оне које користе рониоци и ватрогасци. У таквим применама, ваздух се доводи из ваздушног компресора и пролази кроз филтерски уложак који је, у зависности од примене, испуњен молекуларним ситом и/или активним угљем, и на крају се користи за пуњење боца са ваздухом за дисање.
Таква филтрација може уклонити честице и продукте издувних гасова компресора из довода ваздуха за дисање.

### Одобрење ФДА
Америчка ФДА је 1. априла 2012. године одобрила натријум-алумосиликат за директан контакт са потрошачким артиклима под 21 CFR 182.2727. Пре овог одобрења, Европска унија је користила молекуларна сита са фармацеутским производима, а независна тестирања сугерисала су да молекуларна сита испуњавају све владине захтеве, али индустрија није била спремна да финансира скупа тестирања потребна за владино одобрење.

## Регенерација
Методе за регенерацију молекуларних сита укључују промену притиска (као код концентратора кисеоника), загревање и испирање носећим гасом (као код дехидратације етанола), или загревање под високим вакуумом. Температуре регенерације се крећу од 175 °C (350 °F) до 315 °C (600 °F) у зависности од типа молекуларног сита. За разлику од тога, силика гел се може регенерисати загревањем у обичној пећници на 120 °C (250 °F) током два сата. Међутим, неке врсте силика гела ће "пуцати" када су изложене довољној количини воде. То је узроковано ломљењем сфера силицијум-диоксида при контакту са водом.

## Адсорпциони капацитети
| Назив                        | Алијас    | Пречник пора (Å) | Насута густина (g/mL) | Адсорбована вода (% m/m) | Хабање или абразија, W (% m/m) | Примена |
| ---------------------------- | --------- | ---------------- | --------------------- | ------------------------ | ------------------------------ | --- |
| 3A                           | A-3, K-A  | 3                | 0.60–0.68             | 19–20                    | 0.3–0.6                        | Исушивање гаса од крековања нафте и алкена, селективна адсорпција H2O у изолационом стаклу (ИГ) и полиуретану, сушење етанола за мешање са бензином. |
| 4A                           | A-4, Na-A | 4                | 0.60–0.65             | 20–21                    | 0.3–0.6                        | Адсорпција воде у натријум-алумосиликату који је одобрен од стране ФДА (видети испод) користи се као молекуларно сито у медицинским контејнерима за одржавање сувоће садржаја и као адитив за храну са Е-бројем Е-554 (средство против згрудњавања); преферира се за статичку дехидратацију у затвореним течним или гасним системима, нпр. у паковању лекова, електричних компоненти и кварљивих хемикалија; уклањање воде у штампарским и пластичним системима и сушење засићених угљоводоничних токова. Адсорбоване врсте укључују SO2, CO2, H2S, C2H4, C2H6, и C3H6. Генерално се сматра универзалним средством за сушење у поларним и неполарним медијима; одвајање природног гаса и алкена, адсорпција воде у полиуретану који није осетљив на азот. |
| 5A-DW                        |           | 5                | 0.45–0.50             | 21–22                    | 0.3–0.6                        | Одмашћивање и снижавање тачке течења авионског керозина и дизел-горива, и одвајање алкена. |
| 5A за обогаћивање кисеоником |           | 5                | 0.4–0.8               | ≥23                      |                                | Специјално дизајнирано за медицинске или здравствене генераторе кисеоника |
| 5A                           | A-5, Ca-A | 5                | 0.60–0.65             | 20–21                    | 0.3–0.5                        | Исушивање и пречишћавање ваздуха; дехидратација и десулфуризација природног гаса и течног нафтног гаса; производња кисеоника и водоника поступком адсорпције променљивим притиском. |
| 10X                          | F-9, Ca-X | 8                | 0.50–0.60             | 23–24                    | 0.3–0.6                        | Високоефикасна сорпција, користи се у исушивању, декарбонизацији, десулфуризацији гаса и течности и одвајању ароматичних угљоводоника. |
| 13X                          | F-9, Na-X | 10               | 0.55–0.65             | 23–24                    | 0.3–0.5                        | Исушивање, десулфуризација и пречишћавање нафтног гаса и природног гаса. |
| 13X-AS                       |           | 10               | 0.55–0.65             | 23–24                    | 0.3–0.5                        | Декарбонизација и исушивање у индустрији сепарације ваздуха, одвајање азота од кисеоника у концентраторима кисеоника. |
| Cu-13X                       | Cu-X      | 10               | 0.50–0.60             | 23–24                    | 0.3–0.5                        | Пречишћавање (уклањање тиола) авионског горива и одговарајућих течних угљоводоника. |

## 3A
- Приближна хемијска формула: ((K2O)2⁄3  (Na2O)1⁄3) • Al2O3• 2 SiO2 • 9/2 H2O
- Однос силицијум-диоксида и алуминијум-оксида: SiO2/ Al2O3≈2

### Производња
Молекуларна сита 3A производе се катјонском изменом калијума за натријум у молекуларним ситима 4A (видети испод).

### Примена
Молекуларна сита 3A не адсорбују молекуле чији су пречници већи од 3 Å. Карактеристике ових молекуларних сита укључују брзу адсорпцију, способност честе регенерације, добру отпорност на дробљење и отпорност на загађење. Ове карактеристике могу побољшати и ефикасност и век трајања сита. Молекуларна сита 3A су неопходан исушивач у нафтној и хемијској индустрији за рафинацију нафте, полимеризацију и дубинско сушење гаса и течности.
Молекуларна сита 3A користе се за сушење низа материјала, као што су етанол, ваздух, расхладни флуиди, природни гас и незасићени угљоводоници. Ови последњи укључују гас од крековања, ацетилен, етилен, пропилен и бутадиен.
Молекуларна сита 3A чувају се на собној температури, са релативном влажношћу не већом од 90%. Запечаћена су под смањеним притиском, и чувају се даље од воде, киселина и база.

## 4A
- Хемијска формула: Na2O•Al2O3•2SiO2•9/2H2O
- Однос силицијум-алуминијум: 1:1 (SiO2/ Al2O3≈2)

### Производња
За производњу сита 4A, типично се водени раствори натријум-силиката и натријум-алумината комбинују на 80 °C. Производ се "активира" "загревањем" на 400 °C. Сита 4A служе као прекурсор за сита 3A и 5A путем катјонске измене натријума за калијум (за 3A) или калцијум (за 5A).

## Примене
Главна употреба зеолитних молекуларних сита је у детерџентима за веш. У 2001. години, процењено је да је произведено 1200 килотона зеолита А у ту сврху, што укључује омекшавање воде.
Молекуларна сита 4A се широко користе за сушење лабораторијских растварача. Могу апсорбовати воду и друге врсте са критичним пречником мањим од 4 Å, као што су NH3, H2S, SO2, CO2, C2H5OH, C2H6, и C2H4.
Нека молекуларна сита се користе као помоћ детерџентима јер могу произвести деминерализовану воду путем измене јона калцијума, уклонити и спречити таложење нечистоћа. Широко се користе као замена за фосфор. Молекуларно сито 4A игра главну улогу у замени натријум-триполифосфата као помоћног средства у детерџентима како би се умањио утицај детерџената на животну средину. Такође се може користити као средство за формирање сапуна и у пастама за зубе.

### Друге сврхе
1. Металуршка индустрија: средство за одвајање, сепарацију, екстракцију калијума из слане воде, рубидијума, цезијума итд.
2. Петрохемијска индустрија, катализатор, исушивач, адсорбент
3. Пољопривреда: кондиционер за земљиште
4. Медицина: носач за антибактеријско средство на бази зеолита са сребром.

## Морфологија молекуларних сита
Молекуларна сита су доступна у различитим облицима и величинама. Сферичне перле имају предност у односу на друге облике јер нуде мањи пад притиска и механички су робусне.